# 戰翼的希格德莉法
《戰翼的希格德莉法》（簡稱「希格莉」），日本原創電視動畫，由A-1 Pictures製作，長月達平編劇，藤真拓哉擔任人物原案，鈴木貴昭負責世界觀設定、設定考證及聯合編劇。由2020年10月3日至12月26日播映，共12集。

## 故事簡介
地球各處突然出現名爲「柱」（皮拉光柱）的神秘存在，威脅着全人類的生命存亡。高科技的飛彈與大砲絲毫無法損傷[柱]，世界各國派出去對抗「柱」的軍隊幾乎都被殲滅，在人類無計可施，即將陷入絕望之際，一個自稱為「奧丁」的神明出現在人類面前，授予人類名為「瓦爾基麗」（女武神）、獲得神明庇佑的女戰士，以及只有女武神能夠駕馭的「英靈機」，使人類得到能與「柱」對抗的力量而展開反擊。除了超近距離的自殺式攻擊外，只有「英靈機」的武裝能夠對「柱」造成有效傷害。

## 登場人物

### 館山基地
克勞迪婭·布拉福德（聲：山村響）
18歲。暱稱「克勞」（クラウ）。英靈機為格鬥士式Mk.II。世界僅有9人的皇牌女武神之一，戰鬥技術高超，綽號「揮劍者」（シュヴェルトライテ，Schwertleite）。原隸屬於歐洲戰線，其後受到高層命令，被調往日本的館山基地。戰績彪炳的克勞迪婭雖然被外界傳媒吹棒為「救世之女武神」，但每次作戰後總是只有她一人生還，戰損率高達99.9%，在軍隊内部的人皆蔑稱她為「死神」，導致她不想擁有同伴。但來到館山基地似乎被這裡的人情味打動而態度有所軟化。必殺技為魔彈「提爾鋒」（ティルヴィング）。
六車·宮古（聲：稗田寧寧）
17歲。暱稱「米可」（ミコ）。女武神之一，性格開朗，是館山基地的開心果，以自己的方式努力提振基地成員的士氣，但总是被阿祖祖叫做笨蛋。英靈機為紅色的Ki-44-II乙，配有大口徑武裝「勇者砲」。她本人也有配備一把武士刀。
駒込·阿祖祖（聲：M·A·O）
17歲。女武神之一，英靈機為她自行改裝過的He 100 D-1。頭腦很好，自認為成熟但其實是個愛哭鬼，在隊中負責訂立戰術。沒有運動天份。
渡來·園香（聲：菊池紗矢香）
14歲。雖為館山基地最年輕的成員，也是冠名女武神候补，但曾隸屬百里基地的她已有不少戰爭經驗。英靈機為粉紅色的M.C.72R水上機。外表看來柔弱但戰鬥風格相當大膽。在輕小說《Sakura》中有登場。
天塚·彌生（聲：井上麻里奈）
24歲。英靈機為F7F。A級女武神，曾經是冠名女武神「荷姆薇潔」（ヘルムヴィーゲ，Helmwige），當時與沖田·櫻、神宮寺·晃、渡來·園香為隊友。在2年前的作戰中被擊墜，後遭降級。
於富士柱作戰中，為救出受困的莉茲蓓特而戰死。
里見·一郎（聲：平田廣明）
館山基地的司令官。
本莊·美智（聲：堀江由衣）
館山基地的操作員。
和浦·野乃（聲：日高里菜）
館山基地的操作員。
御廚·小町（聲：上坂堇）
館山基地的操作員。
整備班長（聲：千葉繁）
館山基地的整備班長。會以機體型號稱呼女武神。
鈴原·胡桃（聲：高尾奏音）
被派遣至館山基地的女武神訓練生。不擅長學習，但操縱英靈機的感性卻是訓練生當中出類拔萃的。堅強勇敢，與同期的萌關係非常親密，兩人經常共同行動。
石動·萌（聲：相良茉優）
被派遣至館山的女武神訓練生。努力型的才女，不論講座還是實技都取得非常優秀的成績。照顧著總是讓人擔心的胡桃，並對她完全敞開心扉。

### Rusalka
露莎卡·艾弗瑞斯卡（Rusalka Evereska，聲：茅野愛衣）
24歲，女武神戰士。擔任歐洲基地司令官。輕小說《Rusalka》的主角。
莉茲蓓特·克朗（聲：小松未可子）
20歲。英靈機為Bf109G-6。冠名女武神，綽號「Rossweisse」（ロスヴァイセ）。
於富士柱作戰中與蕾莉一同參戰，受困之時被天塚·彌生所救而得以生還。
蕾莉·哈爾蒂亞（聲：上田瞳）
21歲。英靈機為噴火戰鬥機Mk.IX。冠名女武神，綽號「Siegrune」（ジークルーネ）。
於富士柱作戰中與莉茲蓓特一同參戰，遭到托爾的攻擊而戰死。

### 其他
奧丁（聲：花守由美里（少年外貌）、神谷明（老年外貌））
授予人類女戰士「瓦爾基麗」與英靈機的神明。稱克勞迪婭為其女兒，有著特別的待遇。

## 電視動畫
2020年3月1日，官方宣布決定製作一部名為《戰翼的希格德莉法》的原創動畫，並公開預告插圖和預告片，以及部份主要製作人員名單，包括《Re:從零開始的異世界生活》長月達平編劇，《魔法少女奈葉ViVid》藤真拓哉擔任人物原案，《少女與戰車》《高校艦隊》鈴木貴昭負責世界觀設定及設定考證。3月22日，公布作品簡介、一些角色資料和機體（英靈機）資料，以及第2張預告插圖，並宣布該電視動畫將於同年7月播映。唯因疫情關係在5月22日宣布延期。
同年6月24日，再公開主視覺圖、角色介紹宣傳影片、製作人員陣容，以及聲演4名女性主要角色的聲優名單。7月22日，公開第1條宣傳影片、主題曲資料，以及部份聲優名單。8月26日，公開第2張主視覺圖、第2條宣傳影片、其他聲優和製作人員陣容，並正式宣布第1集將於10月3日首播，而且會是1小時加長版。
電視動畫以千葉縣館山市為舞台，官方網站記載了館山市的旅遊資訊。總作畫監督橫田拓己也是出身自千葉縣。這次是德田大貴首次擔任動畫導演。
為紀念動畫首播一週年，於館山市「渚之驛」館山舉辦免費展覽，展覧在2021年10月1日至10月25日、11月8日至12月1日進行。

### 製作人員
- 原作、編劇：長月達平
- 原作插畫：藤真拓哉
- 導演：德田大貴
- 人物設計：橫田拓己
- 總作畫監督：橫田拓己、中川洋未、矢向宏志
- 美術監督：渡邊幸浩、若林里紗
- 美術設定：松本浩樹
- 色彩設計：
- CG監督：荻田直樹
- 攝影監督：關谷能弘
- 編輯：重村建吾
- 音響監督：岩浪美和
- 音樂：小森茂生（日语：小森茂生）、百石元（日语：百石元）
- 動畫製作：A-1 Pictures

### 主題曲
片頭曲「Higher's High」
作詞、作曲、編曲：Nayutan星人，主唱：七音阿卡莉
第1話作為片尾曲使用。
片尾曲（第2－3話、第5－12話）
作詞：幹葉、Saku，作曲、編曲：Saku，主唱：Spira Spica
片尾曲「Fly high」（第4話）
作詞：松原さらり，作曲：キクイケタロウ，編曲：高橋浩一郎，主唱：六車·宮古（CV：稗田寧寧）
插曲（第3話、第10話、第12話）
作曲、編曲：南田健吾，主唱：克勞迪婭·布拉福德（CV：山村響）
插曲（第11話）
作詞：幹葉、，作曲：，編曲：If I，主唱：Spira Spica

### 各話列表
| 話數     | 標題                    | 劇本               | 分鏡             | 演出     | 作畫監督                                                             | 總作畫監督         | 首播日期       |
| -------- | ----------------------- | ------------------ | ---------------- | -------- | -------------------------------------------------------------------- | ------------------ | -------------- |
| 第一話   | 歡迎來到館山基地！      | 長月達平、鈴木貴昭 | 德田大貴         | 德田大貴 | 水谷雄一郎、鳥居貴史                                                 | 橫田拓己           | 2020年 10月3日 |
| 第二話   |                         | 長月達平           | 吉田南           | 吉田南   | 川﨑玲奈、山田俊太郎、井元一彰                                       | 中川洋未           | 10月10日       |
| 第三話   | 激戰區恢復調查任務！    | 長月達平、鈴木貴昭 | 德田大貴         | 渡邊有紀 | 山崎浩平                                                             | 中川洋未           | 10月17日       |
| 第四話   |                         | 長月達平、鈴木貴昭 | 大畑清隆         | 飛田剛   | 水谷雄一郎、石崎夏海、岩井優器                                       | 橫田拓己           | 10月24日       |
| 第五話   | 館山基地合流游擊隊！    | 長月達平、鈴木貴昭 | 大畑清隆         | 井上圭介 | 橋口隼人、野間總司、石川洋一                                         | 矢向宏志           | 10月31日       |
| 第六話   |                         | 長月達平、鈴木貴昭 | 德田大貴         | 森公太   | 德田大貴                                                             | 德田大貴           | 11月7日        |
| 第七話   |                         | 長月達平、鈴木貴昭 | 德田大貴、大原實 | 池貴行   | 石崎夏海、川崎玲奈、山崎浩平                                         | 橫田拓己           | 11月14日       |
| 第八話   | 神話世界探索作戰！      | 長月達平、鈴木貴昭 | 吉原薰           | 井上圭介 | 木藤貴之、齊藤準一、Park ae-lee、佐藤好                              | 中川洋未           | 11月21日       |
| 第8.5話  | 第909戰術姬隊戰鬥紀錄！ | -                  | -                | -        | -                                                                    | -                  | 11月28日       |
| 第九話   | 館山故鄉奪還戰！        | 長月達平、鈴木貴昭 | 小原正和         | 小原正和 | 山田俊太郎、水谷雄一郎、野間總司、井元一彰                           | 矢向宏志           | 12月5日        |
| 第十話   | 館山灣決戰前夜！        | 長月達平、鈴木貴昭 | 飛田剛           | 飛田剛   | 石川洋一、佐藤好、Park ae-lee                                        | 矢向宏志           | 12月12日       |
| 第十一話 | 富士柱再攻略戰！        | 長月達平、鈴木貴昭 | 高橋賢、大畑清隆 | 高橋賢   | 柿木田隼人、石川洋一、石崎夏美、山崎浩平、井元一彰、牧野和俊         | 中川洋未           | 12月19日       |
| 第十二話 | 歡迎來到館山基地！！    | 長月達平、鈴木貴昭 | 德田大貴         | 德田大貴 | 川崎玲奈、水谷雄一郎、齊藤悠、齊藤準一、山田俊太郎、野間總司、佐藤好 | 橫田拓己、德田大貴 | 12月26日       |

### 藍光&DVD
| 卷數 | 發售日期       | 收錄話數       | 規格編號      | 規格編號      |
| 卷數 | 發售日期       | 收錄話數       | 藍光版        | DVD版         |
| ---- | -------------- | -------------- | ------------- | ------------- |
| 1    | 2020年12月23日 | 第1話、第2話   | ANZX-13161/2  | ANZB-13161/2  |
| 2    | 2021年1月27日  | 第3話、第4話   | ANZX-13163/4  | ANZB-13163/4  |
| 3    | 2021年2月24日  | 第5話、第6話   | ANZX-13165/6  | ANZB-13165/6  |
| 4    | 2021年3月24日  | 第7話、第8話   | ANZX-13167/8  | ANZB-13167/8  |
| 5    | 2021年4月28日  | 第9話、第10話  | ANZX-13169/70 | ANZB-13169/70 |
| 6    | 2021年5月26日  | 第11話、第12話 | ANZX-13171/2  | ANZB-13171/2  |

### 播映平台
日本深夜動畫：下文記載的日本国内播放時間使用日本標準時間（UTC+9）表示。因為部分時間标识會採用30小时制，因此請留意这类超过24:00的时间，其實際播放時間為翌日清晨。
| 播映日期                | 播映時間（UTC+9）    | 播映電視台 | 播映地區   | 備註                                 |
| ----------------------- | -------------------- | ---------- | ---------- | ------------------------------------ |
| 2020年10月3日－12月26日 | 星期六 23:30 - 24:00 | TOKYO MX   | 東京都     |                                      |
| 2020年10月3日－12月26日 | 星期六 23:30 - 24:00 | 栃木電視台 | 栃木縣     |                                      |
| 2020年10月3日－12月26日 | 星期六 23:30 - 24:00 | 群馬電視台 | 群馬縣     |                                      |
| 2020年10月3日－12月26日 | 星期六 23:30 - 24:00 | BS11       | 日本全國   | 製作局 / BS數碼廣播 / 「ANIME+」時段 |
| 2020年10月3日－12月26日 | 星期六 25:59 - 26:29 | 中京電視台 | 中京廣域區 |                                      |
| 2020年10月5日－12月28日 | 星期一 23:30 - 24:00 | AT-X       | 日本全國   |                                      |
| 2020年10月6日－12月29日 | 星期二 25:00 - 25:30 | 千葉電視台 | 千葉縣     |                                      |
| 2020年10月6日－12月29日 | 星期二 27:00 - 27:30 | 每日放送   | 近畿廣域區 |                                      |

## 輕小說
| 卷數 | 副標題        | 角川Sneaker文庫（KADOKAWA） | 角川Sneaker文庫（KADOKAWA） | 台灣角川      | 台灣角川               |
| 卷數 | 副標題        | 發售日期                    | ISBN                        | 發售日期      | ISBN                   |
| ---- | ------------- | --------------------------- | --------------------------- | ------------- | ---------------------- |
| 1    | Rusalka（上） | 2020年5月1日                | ISBN 978-4-04-109402-0      | 2021年8月16日 | ISBN 978-986-524-732-4 |
| 2    | Rusalka（下） | 2020年7月1日                | ISBN 978-4-04-109403-7      | 2021年8月16日 | ISBN 978-986-524-733-1 |
| 3    | Sakura（上）  | 2020年10月1日               | ISBN 978-4-04-109398-6      |               |                        |
| 4    | Sakura（下）  | 2020年12月1日               | ISBN 978-4-04-109401-3      |               |                        |

## 外部連結
- 電視動畫官方網站（日語）
- 電視動畫的X（前Twitter）（日語）
- 小說官方網站（日語）